# コッホの原則

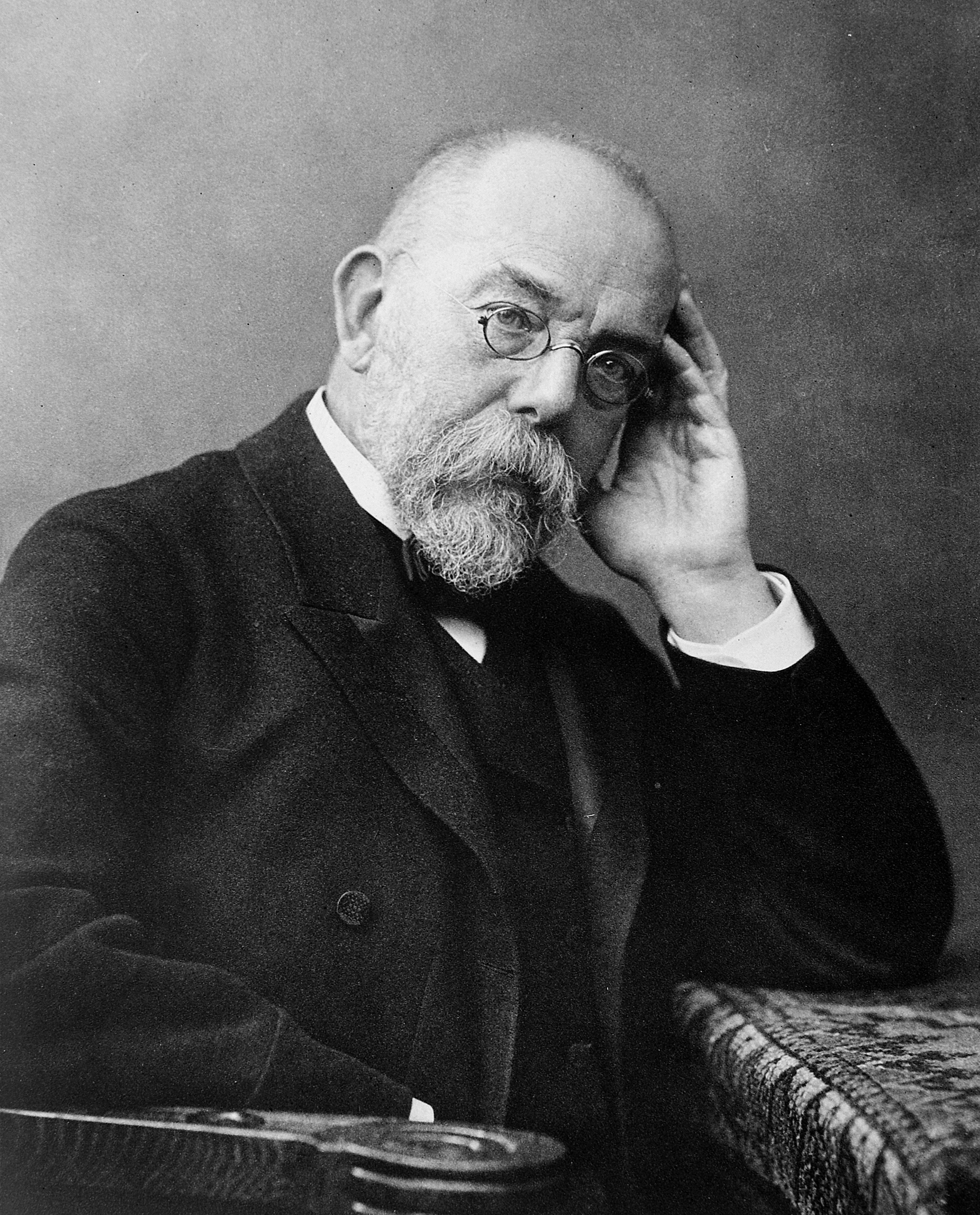
ロベルト・コッホ

コッホの原則（コッホのげんそく、独: Kochsche Postulate）とは、ドイツの細菌学者ロベルト・コッホがまとめた、感染症の病原体を特定する際の指針のひとつ。

## 概要
「コッホの原則」の原義は、
1. ある一定の病気には一定の微生物が見出されること
2. その微生物を分離できること
3. 分離した微生物を感受性のある動物に感染させて同じ病気を起こせること
4. そしてその病巣部から同じ微生物が分離されること

の4点からなり、「コッホの4原則」とも呼ばれている。
ただし、コッホの原則は、その解釈の違いや後述するヘンレの原則との混同から、いくつかのバリエーションも広まっている。その多くは「コッホの3原則」として記載される。代表的なバリエーションとしては以下のものがある。
- 上記の1から3までのもの（｢ヘンレの3原則｣）
- 上記の3と4をまとめたもの
- 上記の1を分割し、それに3を合わせたもの（病巣部から分離される、病巣部以外から分離されない、感受性動物での再現）

微生物学の専門書でも、出版時期などによってこれらのバリエーションの一つが記載されている場合がある。

## ヘンレの原則とコッホの原則
ヘンレの原則とは、コッホがゲッティンゲン大学の学生であった当時、組織学教授として教鞭を執っていたヤーコプ・ヘンレが1840年に発表したもので、コッホの原則の原案に相当する。ヘンレは、ある微生物が特定の病気の原因であることを証明するためには以下の三つの条件を満たす必要があると考えた。
1. ある一定の病気には一定の微生物が見出されること
2. その微生物を分離できること
3. 分離した微生物を感受性のある動物に感染させて同じ病気を起こせること

この3つをヘンレの原則あるいはヘンレの三原則と呼び、コッホの原則はこれに4つ目の条件を付加したものである。
ヘンレがこの原則を発表した当時、すでにいくつかの病気については病巣部に特定の微生物が存在することが見出されていたものの、当時の技術ではその微生物を単独で分離することが不可能（VNC状態）であったため2つ目以降の条件を満足させることは出来なかった。
その後、固形培地による細菌の純培養技術の確立など、研究技術の進歩により、1876年にコッホは初めて炭疽菌の分離および純培養に成功した。さらにそれを動物に接種して炭疽を起こせること、その病巣部から再び炭疽菌が分離できることを明らかにした。これが、単なる現象論のみでなく科学的な実証実験によって病気と病原体との因果関係を証明した最初の報告である。コッホは以後、同じ方法論で結核菌やコレラ菌を発見し、ヘンレの原則はコッホの原則に取り込まれて病原体の同定法として確立されることになる。これ以降、数多くの病原体がコッホの原則に則って発見され、医学微生物学は急激な進歩を遂げた。

## コッホの原則の限界と有効性
微生物学の進歩に伴って、コッホの原則では証明できない感染症の存在も明らかになった。
1. ヒトに病気を起こす病原微生物が必ずしも実験動物でも病気を起こすとは限らない
2. 子宮頸癌におけるヒトパピローマウイルスのように、必ずしもすべての臨床例で病原体が検出されない場合がある
3. 日和見感染のように、その微生物が存在しても必ずしも発病しない場合がある

このため現在はコッホの原則をすべて満たす病原体が見つかることの方が却って稀である。
しかしながら、SARSが初めて出現したとき、サルを使った感染実験によって、もう一つの病原体候補であったメタニューモウイルスではなく新種のコロナウイルスがSARSの病原体であることが証明されており、今日においてもコッホの原則が病原体同定に重要な意味を持つことには変わりがない。